# 聖伯納迪諾 (巴拉圭)
25°18′38″S 57°17′46″W / 25.31056°S 57.29611°W
聖伯納迪諾（西班牙語：San Bernardino），是巴拉圭的城鎮，位於該國中部，由科迪勒拉省負責管轄，處於伊帕卡拉伊湖畔，距離亞松森50公里，始建於1881年8月24日，海拔高度80米，2013年人口23,491。